# Bonamia langsdorffii
Bonamia langsdorffii är en vindeväxtart som först beskrevs av Carl Daniel Friedrich Meisner, och fick sitt nu gällande namn av Hallier f. Bonamia langsdorffii ingår i släktet Bonamia och familjen vindeväxter. Inga underarter finns listade i Catalogue of Life.